# Jessica Kähärä
Jessica Ida Olivia Kähärä (* 1. August 2001 in Mikkeli) ist eine finnische Leichtathletin, die im Hoch- und Dreisprung an den Start geht. Ihre ältere Schwester Jasmin Kähärä ist als Skilangläuferin aktiv.

## Sportliche Laufbahn
Erste internationale Erfahrungen sammelte Jessica Kähärä im Jahr 2017, als sie beim Europäischen Olympischen Jugendfestival (EYOF) in Győr mit übersprungenen 1,80 m die Bronzemedaille im Hochsprung gewann und auch im Dreisprung gewann sie mit 12,85 m Bronze. Im Jahr darauf gewann sie bei den U18-Europameisterschaften ebendort mit einer Höhe von 1,80 m die Silbermedaille im Hochsprung sowie mit einer Weite von 13,29 m die Bronzemedaille im Dreisprung. Im Hochsprung nahm sie im Herbst an den Olympischen Jugendspielen in Buenos Aires teil und gewann dort die Bronzemedaille. 2019 wurde sie bei den U20-Europameisterschaften in Borås mit übersprungenen 1,80 m Achte im Hochsprung und im Dreisprung belegte sie mit 12,90 m Rang sieben. 2021 erreichte sie bei den U23-Europameisterschaften in Tallinn das Finale, brachte dort aber dann keinen gültigen Versuch zustande. 2023 wurde sie bei der 1. Liga der Team-Europameisterschaft im Zuge der Europaspiele in Chorzów mit 6,34 m Achte im Weitsprung. Anschließend brachte sie bei den U23-Europameisterschaften in Espoo im Weitsprung keinen gültigen Versuch zustande, gewann aber mit 13,59 m die Bronzemedaille im Dreisprung hinter der Spanierin María Vicente und Maja Åskag aus Schweden. Daraufhin wurde sie bei den World University Games in Chengdu mit 13,05 m Zehnte im Dreisprung. Im Jahr darauf verpasste sie bei den Europameisterschaften in Rom mit 13,21 m den Finaleinzug im Dreisprung und mit 6,39 m auch im Weitsprung.
2025 gelangte sie bei den Hallenweltmeisterschaften in Nanjing mit einer Weite von 6,44 m den neunten Platz im Weitsprung.
2024 wurde Käkärä finnische Meisterin im Weitsprung im Freien sowie von 2023 bis 2025 in der Halle. Zudem wurde sie 2019 Hallenmeisterin im Hochsprung.

## Persönliche Bestleistungen
- Hochsprung: 1,90 m, 17. Februar 2019 in Kuopio (finnischer U20-Rekord)
- Weitsprung: 6,68 m, 22. Februar 2025 in Kuortane
- Dreisprung: 13,87 m (+0,6 m/s), 17. Juni 2023 in Kuortane